# Curtis Myden
Curtis Allen Myden (ur. 31 grudnia 1973 w Calgary) – kanadyjski pływak specjalizujący się w stylu zmiennym, medalista olimpijski i mistrzostw świata.
Jego największym sukcesem  są 3 brązowe medale igrzysk olimpijskich.